# Wilhelm Wilde

Denkmal am „Dr.-Wilde-Haus“

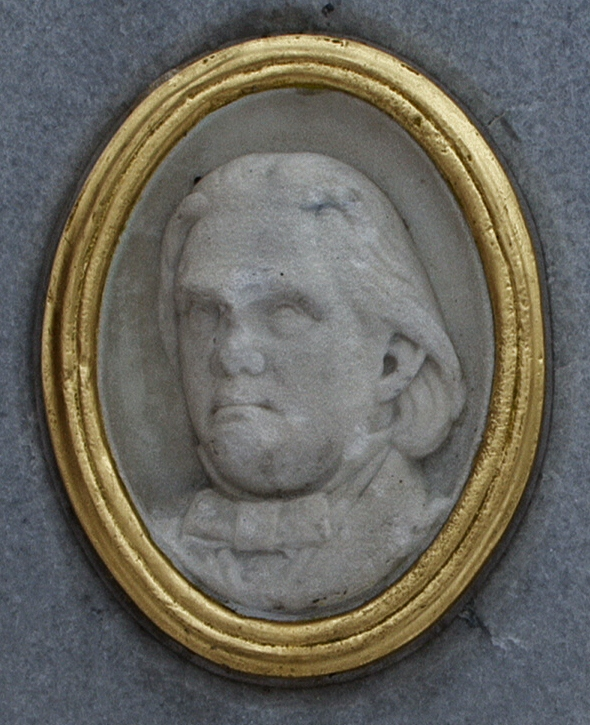
Relief Dr. Wilde

Leberecht Friedrich Wilhelm Wilde (* 24. November 1829 in Meyenburg; † 8. Februar 1881 in Plau am See) war ein deutscher Mediziner.

## Biografie
Wilhelm Wilde – Sohn eines Kantors aus Meyenburg – wurde 1855 in Greifswald promoviert und ließ sich anschließend als praktischer Arzt in seiner Vaterstadt Meyenburg nieder. Ab 1857 war er als ärztlicher Betreuer in der im Aufblühen begriffenen Wasserheilanstalt Bad Stuer tätig. Außerdem hielt er bereits Sprechstunden in Plau ab. Im November 1860 siedelte Wilde auf Begehren der Stadtväter und seiner dortigen Patienten ganz nach Plau über. Hier wurde er Initiator und erster Leiter des 1866 eröffneten Plauer Stadtkrankenhauses, dessen Verwaltung bis 1916 dem Stift Bethlehem in Ludwigslust übertragen war. Die in Plau geborenen jüdischen Kaufleute Edward Samuel Lassen aus Bradford und Adolph Alexander aus Hamburg stifteten jeweils die Einrichtung einiger Krankenzimmer. Am 11. Februar 1870 wurde Wilde zum Medizinalrat ernannt. Unverheiratet und bereits von einem schweren Leiden gezeichnet, errichtete er 1880 testamentarisch eine „Dr.-Wilde-Stiftung“ mit einem Kapital von 6.000 Mark zur Unterstützung bedürftiger Kranker und mittelloser Medizinstudenten. Nachfolger als Leiter des Krankenhauses wurde sein Neffe, August Wesenberg (1843–1901). Wilde wurde 1880 nach Ernst Alban der zweite Ehrenbürger der Stadt Plau.
Seine Freunde und Patienten ließen ihm 1882 am Krankenhaus ein Denkmal errichten, das noch erhalten ist. Das 1994/95 umgebaute und erweiterte Plauer Stadtkrankenhaus dient seitdem als Altenhilfezentrum des Diakoniewerkes Kloster Dobbertin und trägt seinen Namen: „Dr.-Wilde-Haus“.